# Dirk Uittenbogaard
Lucas Theodoor Dirk Uittenbogaard (Ámsterdam, 8 de mayo de 1990) es un deportista neerlandés que compite en remo.
Participó en dos Juegos Olímpicos de Tokio 2020, obteniendo dos medallas, plata en Río de Janeiro 2016, en la prueba de ocho con timonel, y oro en Tokio 2020, en la prueba de cuatro scull.
Ganó dos medallas en el Campeonato Mundial de Remo, en los años 2015 y 2019, y tres medallas en el Campeonato Europeo de Remo entre los años 2019 y 2021.

## Palmarés internacional
| Juegos Olímpicos   | Juegos Olímpicos        | Juegos Olímpicos  | Juegos Olímpicos |
| Año                | Lugar                   | Medalla           | Prueba           |
| ------------------ | ----------------------- | ----------------- | ---------------- |
| 2016               | Río de Janeiro (Brasil) | Medalla de plata  | Ocho con timonel |
| 2020               | Tokio (Japón)           | Medalla de oro    | Cuatro scull     |
| Campeonato Mundial |                         |                   |                  |
| Año                | Lugar                   | Medalla           | Prueba           |
| 2015               | Aiguebelette (Francia)  | Medalla de bronce | Ocho con timonel |
| 2019               | Ottensheim (Austria)    | Medalla de oro    | Cuatro scull     |
| Campeonato Europeo |                         |                   |                  |
| Año                | Lugar                   | Medalla           | Prueba           |
| 2019               | Lucerna (Suiza)         | Medalla de oro    | Cuatro scull     |
| 2020               | Poznań (Polonia)        | Medalla de oro    | Cuatro scull     |
| 2021               | Varese (Italia)         | Medalla de plata  | Cuatro scull     |